# 中山さつき
中山 さつき（なかやま さつき、1998年5月18日 - ）は、日本の女優である。大阪府出身。2025年5月現在はフリーで活動中。

## 来歴
2014年4月から2017年3月までの、高校3年間限定のリアル女子高生アイドルユニットをコンセプトとし、学校の授業の一環として活動。｢SO.ON project（ソーオンプロジェクト）｣に3年間在籍。
学校を卒業と共にグループも卒業となる。その時の活動をきっかけに芸能活動を本格的に開始する。高校卒業と同時に東京へ上京する。
自ら出演もしながら、企画やキャスティング制作も行う個人ユニット『中山さつきプロデュース』を主催する。

## 人物
大阪府出身の2人兄弟。

## 出演

### テレビドラマ
- eo 光チャンネル「目指せ!ちょい達IT講座」 - レギュラー出演
- フォトドラマ「song for Tomorrow」 - まり 役
- 朝ドラ「まんぷく」 - エキストラ出演
- Netflix「火花」 - 女子高生 役

### バラエティ
- CX「スカッとジャパン」 - 多数出演
- TBS「プレバト」
- テレビ朝日「ヒロミ・指原の恋のお世話始めます」

### 舞台
2015年
- ハネオロシ「飛べないアトム」（2015年9月19日 - 21日、長堀橋・ウイングフィールド） - レソウ/ジェマ 2役

2016年
- 劇団M.M.C「ミュージカル ホス探へようこそ The Last Valentine」（2016年2月10日 - 14日、新宿・シアターサンモール） - アンサンブル
- 劇団ショウダウン「撃鉄の子守唄 2016年版」 - フランシス 役
  - 大阪公演（2016年8月20日 - 21日、大阪・HEP HALL）
  - 東京公演（2016年9月1日 - 4日、池袋・シアターグリーン BIG TREE THEATER）

- ジャパントータルエンターテインメント「恋の波間はラストクルーズ」（2016年9月18日 - 19日、北加賀屋・藝術中心◉カナリヤ条約） - 侍女 役
- アリスインプロジェクト「クォンタムドールズOSAKA」風組（2016年10月27日 - 30日、大阪・インディペンデントシアター 2nd） - ユリ 役
- STAR☆JACKS「かがとび」（2016年12月2日 - 4日、千林大宮・大阪市立芸術創造館） - おつう 役

2017年
- evkk「タトゥー」（2017年1月28日 - 29日、四ツ橋・シアターカフェNyan） - ルル・ヴフト 役
- 劇団『劇団』「LARPs」（2017年5月24日 - 28日、大阪・インディペンデントシアター2nd） - モナ 役
- project真夏の太陽ガールズ「キラメキ～私はトビウオ、あなたは太陽～」（2017年8月31日 - 9月3日、大阪・HEP HALL） - 鈴村陽子/吉田 2役

2018年
- リンクスプロデュース「メビウス」B（2018年2月18日 - 20日、船場サザンシアター）
- 縁劇人「舞台版『あいたま』IN大阪」（2018年3月16日 - 18日、大阪・シアター朝日） - 仁科糸子 役
- ウィークエンドシアター「大女優誕生!」（2018年7月14日 - 29日、新宿・ARISE 舞の館） - 主演 矢島楓 役
- ぱすてるからっと「ミスリード」嘘チーム（2018年10月4日 - 8日、池袋・シアターグリーン BOX in BOX THEATER） - 依智香 役
- 劇団『劇団』「3人芝居クリスマスケース」チームホワイト（2018年12月1日 - 3日、ウイングフィールド）
- ハネオロシ「ジャングルランド」（2018年12月14日 - 16日、千林大宮・大阪市立芸術創造館） - 平戸唯 役

2019年
- 蜂巣和紀単独コントイベント『蜂巣祭〜2019冬の陣〜』「ストローミリオネア」（2019年1月25日 - 27日、ステージカフェ下北沢亭） - 壇蜜 役
- 蜂巣和紀単独コントイベント『蜂巣祭～2019春の陣～』「バンブーガール」（2019年4月27日 - 29日、ステージカフェ下北沢亭） - 御汰帝 役
- 蜂巣和紀単独コントイベント『蜂巣祭～2019晩春の陣～』（ステージカフェ下北沢亭）
  - 「ストローミリオネア」上映会（2019年5月11日）
  - 「バンブーガール」上映会（2019年5月12日）

- 蜂巣和紀単独コントイベント『蜂巣祭～2019夏の陣～』「チューバッカ王国の花嫁道チュー」（2019年7月26日 - 28日、ステージカフェ下北沢亭）
- 蜂巣和紀単独コントイベント『蜂巣祭～2019秋の陣～』「テッペン越えのサンドリヨン」（2019年10月18日 - 20日、ステージカフェ下北沢亭） - 主演 サンドリヨン 役
- 蜂巣和紀単独コントイベント『蜂巣祭～2019歳末の陣～』（赤坂CHANCEシアター）
  - 「チューバッカ王国の花嫁道チュー」上映会（2019年12月29日）
  - 「テッペン越えのサンドリヨン」上映会（2019年12月30日）

2020年
- 蜂巣和紀単独コントイベント『蜂巣祭～2020冬の陣～』「毒林檎姫」（2020年1月10日 - 12日、ステージカフェ下北沢亭） - ツッコミ 役
- イベント企画OZ「走らないメロスたち」（2020年1月30日 - 2月2日、池袋・シアターグリーン BASE THEATER） - 荻野奈緒子 役
- フォーエスエンタテインメント「リーディング&ライブ ときめきステーショナリーズ2再演」（2020年6月27日 - 28日、五反田・G SQUARE） - ルナ 役
- SHOWMAN'S×フォーエスエンタテインメント「ときめきステーショナリーズ〜かくかくしかじか大作戦!〜」（2020年7月10日 - 11日、新宿角座） - 細井エイナ 役
- フォーエスエンタテインメント「舞台版ときめきステーショナリーズ」（2020年9月25日 - 27日、MsmileBOX渋谷） - 少女 役
- イベント企画OZ「ワンモアタイム」（2020年10月22日 - 25日、池袋・シアターグリーン BASE THEATER）- 久留米響 役
- 舞台屋RED STAGE「小豆菜と志乃」（2020年12月26日 - 27日、新宿スターフィールド劇場） - 主演 志乃 役

2021年
- 蜂巣和紀単独コントイベント『蜂巣祭〜2021冬の陣〜』「ピータンの大冒険」（2021年1月15日 - 17日、ステージカフェ下北沢亭） - ゴム子 役
- 劇団YAKAN『D.C.-コドモと家族の物語-』「HOUSE MEETING」（2021年3月24日 - 28日、池袋GEKIBA） - 楓 役
- 蜂巣和紀単独コントイベント『蜂巣祭〜2021春の陣〜』「魔法少女はじめました」（2021年5月14日 - 16日、ステージカフェ下北沢亭） - パイが嫌いな女/ひみつのアッ〇ちゃん 2役
- 蜂巣和紀単独コントイベント『蜂巣祭〜2021夏の陣〜』「テッペン越えのサンドリヨン」（2021年10月8日 - 10日、ステージカフェ下北沢亭） - 主演 サンドリヨン 役
- 蜂巣和紀単独コントイベント『蜂巣祭〜2021秋の陣〜』「バンブーガール」（2021年11月12日 - 14日、ステージカフェ下北沢亭） - 御汰帝 役
- Capella2.5企画「三学演義2021～三国志教育プログラムが導入された学校で三国統一を目指します!」黄巾チーム（2021年12月2日 - 5日、池袋・シアターグリーン BIG TREE THEATER） - 磨稟 役

2022年
- ガチャx2企画『このファミレスには、なんかある』「私達の溜まり場に新規1名様」（2022年2月3日 - 6日、赤坂CHANCEシアター）
- 劇団fool「蕾-TSUBOMI-」（2022年3月3日 - 6日、三鷹・武蔵野芸能劇場） - 野衾 役
- 蜂巣和紀単独コント公演『蜂巣祭〜2022春の陣〜』「快便戦隊うんこマン」（2022年4月22日 - 24日、ステージカフェ下北沢亭） - ビタミン黄色 役
- BIG MOUTH CHICKEN「remake WORLD」白虎石（2022年6月1日 - 5日、築地・ブディストホール） - 徳川ガイア 役
- ガチャx2企画『どっちが悪い?』「とある魔族の話」（2022年6月23日 - 26日、赤坂CHANCEシアター）
- わたあめ工場「刻時刻刻」（2022年11月17日 - 20日、六行会ホール） - ルイーゼ 役

2023年
- 蜂巣和紀単独コント公演『蜂巣祭〜2023春の陣〜』「快便戦隊うんこマン2〜さよならうんこマン〜」（2023年3月2日 - 5日、赤坂CHANCEシアター） - ビタミン黄色 役
- 劇団虚幻癖「道化王」（2023年3月29日 - 4月2日、大塚・萬劇場） - マリー 役
- 劇団YAKAN「ワタシは神様にはなれない」（2023年4月19日 - 23日、王子小劇場） - ヨシトモ 役
- @emotion「NEVER EVER NEVER」大阪公演（2023年5月12日 - 14日、大阪・ABCホール） - ポップ 役
- Bee×Piiぷろでゅーす「Hey ばあちゃん!テレビ点けて!」（2023年6月28日 - 7月2日、新宿スターフィールド） - 清水凛 役
- マルガリータ企画「PIZZA大戦争2023」（2023年7月19日 - 23日、池袋・シアターKASSAI） - 小浦木乃香 役
- 劇団虚幻癖「Inferno Phantasia」（2023年8月30日 - 9月3日、新井薬師前・ウエストエンドスタジオ） - オリビア 役
- SPIRAL CHARIOTS「HATTORI半蔵‐零‐」Bチーム（2023年9月28日 - 10月1日、新宿・シアターサンモール） - 阿笠 役
- 北区AKTSTAGE「熱海殺人事件」（2023年12月12日 - 17日、王子・北とぴあ） - 片桐ハナ子 役

2024年
- SPIRAL CHARIOTS「CROWDED CHAOS FANTASY TURBO」Bチーム（2024年2月2日 - 12日、下北沢・「劇」小劇場） - ガルガルンズ・エズルゲン・ミット―ガイザング 役
- 「菅生ゼミ休講のお知らせ」4期A組（2024年3月15日 - 24日、新宿・スターフィールド） - 赤石 役
- RAVE☆塾「校臨エンプレス」Bチーム（2024年4月25日 - 29日、築地・ブディストホール） - 矢口玲奈 役
- 劇団虚幻癖「GHOST MIX V」（2024年6月12日 - 16日、築地・ブディストホール） - 蘆屋京香 役
- 蜂巣祭「快便戦隊うんこマンTHE FINAL〜うんこマンよ永遠に〜」（2024年9月19日 - 23日、新宿スターフィールド） - ビタミン黄色 役
- 劇団虚幻癖「パラノイアサーカス」（2024年10月3日 - 11月3日、中野・ザ・ポケット） - ハル 役
- 藍星良Produce「部活から羽ばたけ! Campus☆idols」team Peace（2024年11月14日 - 17日、池袋・シアターグリーン BASE THEATER） - スミレ 役
- Poppin' Shower「星空ハーモニー2024」♯チーム（2024年12月25日 - 29日、池袋・シアターグリーンBIG TREE THEATER） - 染井双葉 役

2025年
- 劇団虚幻癖「カゲスミレ」（2025年1月15日 - 19日、中野・Studio twl） - 葵、京香、さちゃ、麗 役
- K・Y企画「Awakening From Magic」（2025年1月31日 - 2月2日、宮益坂十間スタジオ） - 牧野飛鳥 役
- 撃弾家族「月夜桜〜結〜」（2025年3月28日 - 4月2日、池袋・シアターグリーン Big Tree Theater） - 碓井貞光 役
- 劇団虚幻癖「LOST MIND」（2025年4月23日 - 27日、中野ザ・ポケット） - 鈴華 役
- K・Y企画「MUST NOT WITHER」（2025年5月27日 - 6月1日、溝ノ口劇場） - 徳井義子 役

### 自主制作作品
- 舞台「宇宙がいっしょ」
- ダンス公演「からふる-prologue-」
- イベント「ありがとうのプレゼント」
- イベント「Christmas Party」
- 舞台「翔華炎-カゲロウ-」※無期限延期
- ダンス公演「多彩色」※公演予定

## ユニット
- SO.ON project OSAKA（2014年4月 - 2017年3月） - 詳細はSO.ON projectの項を参照。
- Lanan（2022年8月 - ） - KiREI、Premonyの後継グループ。2022年8月に加入した[55]。